# Pavlov Cup 2011
Il Pavlov Cup 2011 è stato un torneo di tennis facente parte della categoria ITF Women's Circuit nell'ambito dell'ITF Women's Circuit 2011. Il torneo si è giocato a Minsk in Bielorussia 25 aprile al 1º maggio 2011 su campi in cemento e aveva un montepremi di $25,000.

## Vincitori

### Singolare
Ol'ga Alekseevna Pučkova ha battuto in finale  Nadežda Kičenok con il punteggio di 6–2, 7–5

### Doppio
Ljudmyla Kičenok /  Nadežda Kičenok hanno battuto in finale  Teodora Mirčić /  Nicole Rottmann con il punteggio di 6–1, 6–2